# 쥐스틴 에냉
쥐스틴 에냉(Justine Henin, 1982년 6월 1일 ~ ) 또는 쥐스틴 에냉 아르덴(Justine Henin-Hardenne)은 전 세계 랭킹 1위의 벨기에 출신 여자 프로 테니스 선수이다. 만 25세였던 2008년 5월 14일 공식 은퇴를 발표했으며, 은퇴 당시 랭킹은 세계 1위였다.
에냉은 선수 생활동안 41개의 WTA 단식 타이틀을 획득했으며 1,900만 달러 이상의 상금을 벌어들였다. 41개의 타이틀에는 7번의 그랜드 슬램 우승도 포함된다.(호주 오픈 1회, 프랑스 오픈 4회, US 오픈 2회) 그녀는 연말 최종 대회인 소니 에릭슨 챔피언십에서 두번 우승했으며, 2004년 아테네 올림픽 테니스 여자 단식 금메달도 획득하였다.
테니스 전문가들은 그녀의 성공 요인으로 그녀의 강한 정신력과 높은 기술적 완숙도, 다양한 경기 전략, 빠른 풋워크, 그리고 강력한 한손 백핸드를 꼽는다.

그녀는 모든 기술에서 매우 높은 기량을 보유했었지만 특히 한손 백핸드가 뛰어난 것으로 유명해서, 존 메켄로는 그녀의 백핸드를 모든 남녀 선수를 통틀어 가장 뛰어난 백핸드라고 극찬한바 있다. 빌리 진 킹은 그녀를 두고 "그녀 세대에서 가장 뛰어난 선수"라고 평가했다.

## 같이 보기
- 그랜드 슬램 (테니스)
- 역대 WTA 랭킹 1위 테니스 선수 목록